# デュアロジック

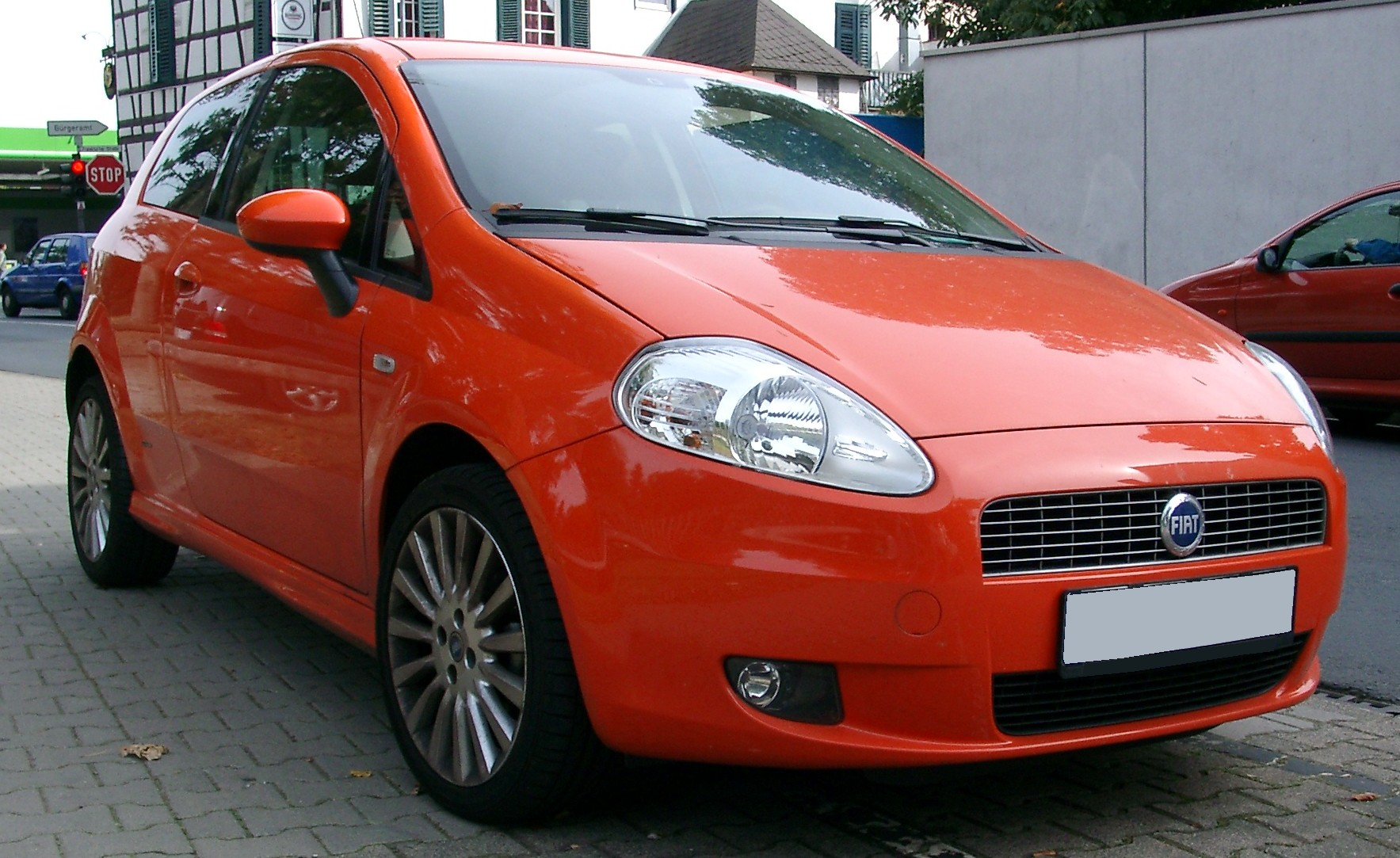
フィアット・グランデプントは一部グレードで変速機としてデュアロジックを採用する。

デュアロジック（Dualogic）は、FCAイタリー（フィアット）の一部の車種で見られる機械変速機の商標である。ランチア車では、この変速機はDFN（Dolce Far Niente）、アルファロメオ車では「セレスピード」と呼ばれている。電気油圧式制御によって、クラッチとギアレバーの操作が自動化されており、オートメイテッドマニュアルトランスミッション（AMT; セミオートマチックトランスミッションの一分類）に分類される。運転手の誤操作を予測し、トランスミッションシステムの正しくない操作を防ぐために電子制御システムを備える。ダッシュボードの下部に位置するギアレバーやステアリングホイール上のパドルを使った手動変速も可能である。
セミオートマチックモードとオートマチックモードの2種類のモードが存在する。

## 採用車種の一覧

### フィアット
- フィアット・シエナ
- フィアット・パリオ
- フィアット・パンダ（2003年、2代目）
- フィアット・500 (2007年)（2代目）
- フィアット・プント（1999年、2代目）
- フィアット・グランデプント
- フィアット・イデア
- フィアット・リネア
- フィアット・スティーロ
- フィアット・クロマ
- フィアット・ブラーボ (2007年)（英語版）
- フィアット・ドブロ（2009年、2代目）
- フィアット・パンダ（2012年、3代目）
- フィアット・500L
- フィアット・グランデシエナ

### ランチア
- ランチア・イプシロン
- ランチア・ムーザ
- ランチア・デルタ

### フィアット・プロフェッショナル
- フィアット・フィオリーノ (2007年)（イタリア語版）